# Powiat kosowski (województwo poleskie)
Powiat kosowski (powiat kosowski na Polesiu) – powiat utworzony 12 grudnia 1920 r. pod Zarządem Terenów Przyfrontowych i Etapowych z części powiatów słonimskiego (gminy: Rożana, Kosów, Borki-Hiczyce i Piaski) i pińskiego (gminy: Święto Wola i Telechany). 19 lutego 1921 r. wszedł w skład nowo utworzonego województwa poleskiego II Rzeczypospolitej. Jego siedzibą było miasto Kosów. W skład powiatu wchodziło 6 gmin wiejskich i 2 miasta. 1 kwietnia 1935 r. powiat został zniesiony, a z jego terytorium utworzono powiat iwacewicki.

## Podział administracyjny

### Gminy
- gmina Borki-Hiczyce (do 1931)
- gmina Iwacewicze (od 1931)
- gmina Kosów (lub gmina Kossów)
- gmina Piaski
- gmina Różana
- gmina Święta Wola
- gmina Telechany

### Miasta
- Kossów
- Różana

## Starostowie
- Henryk Kuroczycki (1937)[3]